# Joaquín Ibáñez Cuevas y de Valonga
Joaquín Ibáñez Cuevas y Valonga (Talarn, 6 de enero de 1784-Daimiel, 22 de agosto de 1825),  más conocido por su título de barón de Eroles, fue un noble, político y militar español del siglo XVIII. También fue iv marqués de la Cañada Ibáñez.

## Biografía
Miembro de una familia noble de Talarn, en el Pirineo catalán, estudió en la Universidad de Cervera. Fue veterano de la resistencia contra los franceses en la Guerra de la Independencia, organizando la resistencia en la zona de Talarn y alrededores y financiando un batallón de 1600 hombres. Cayó prisionero tras combates en Gerona pero se escapó y reincorporó en la lucha, participando en febrero de 1814 en la toma de Cervera, Lérida, Mequinenza, Monzón y de Peñíscola en mayo.
Destacó en el sector político absolutista tras la vuelta al trono de Fernando VII. Después del éxito del pronunciamiento militar de Las Cabezas de San Juan, con el que los liberales, liderados por Rafael del Riego, tomaron el poder, participó en las partidas realistas que, en las zonas rurales perjudicadas por las reformas económicas liberales, reclamaban la vuelta al Antiguo Régimen. Fue uno de los miembros de la Regencia de Urgel e instigó la intervención de la Santa Alianza, que mediante los Cien Mil Hijos de San Luis repondría el poder absoluto del rey. Fue posteriormente capitán general de Cataluña. 
Falleció a su paso por la localidad manchega de Daimiel, al regresar de los baños de la Fuensanta. Fue enterrado en el coro bajo de la iglesia parroquial de Santa María la Mayor de esta localidad.